# 湖北青年星足球俱乐部
湖北青年星，原名湖北楚风合力足球俱乐部，是中华人民共和国一家业余足球俱乐部，注册地位于湖北省武汉市，现为中国足球协会会员协会冠军联赛参赛球队之一。

## 简介
武汉楚风合力业余足球俱乐部于2016年7月8日成立，创始人为原武汉新纪元足球俱乐部董事长杨东强。该俱乐部的球员由原武汉新纪元足球俱乐部球员和原武汉市宏兴柏润足球俱乐部未禁赛的球员组成。武汉楚风合力可以看成是武汉新纪元的延续，与武汉宏兴没有任何存续性。而董事长杨东强也被媒体称为湖北足球的引路人，他也曾在1996年参与了武汉足球队（武汉光谷的前身）的管理。 
武汉楚风合力队于2016年11月获得“城市主场”2016年湖北省超霸杯冠军，同年获得2016年中国足球协会业余联赛总决赛季军，取得中乙联赛的升班资格，但球队因故未能报名，无缘2017年中国足球乙级联赛。
2021年1月，改现名。

## 队名历史
- 2016–2017 武汉楚风合力
- 2018–2020 湖北楚风合力
- 2021– 湖北青年星

## 球员
（2017年赛季）
註釋：國旗表示球員在國際足聯資格規則定義的國家隊。球員可能擁有一個以上非國際足聯國籍。
| 號碼 |      | 位置 | 球員   |
| ---- | ---- | ---- | ------ |
| 1    | 中国 | 门将 | 张威   |
| 2    | 中国 | 后卫 | 程兵   |
| 3    | 中国 | 后卫 | 向鑫   |
| 4    | 中国 | 后卫 | 何磊   |
| 5    | 中国 | 后卫 | 张敏杰 |
| 6    | 中国 | 前鋒 | 祁重喜 |
| 7    | 中国 | 前鋒 | 黄磊   |
| 8    | 中国 | 前鋒 | 邓圣   |
| 11   | 中国 | 前锋 | 郭园同 |
| 12   | 中国 | 门将 | 李少君 |
| 13   | 中国 | 后卫 | 崔文军 |

| 號碼 |      | 位置 | 球員   |
| ---- | ---- | ---- | ------ |
| 15   | 中国 | 前鋒 | 张杨   |
| 16   | 中国 | 前鋒 | 胡熙   |
| 17   | 中国 | 前锋 | 彭峻雄 |
| 18   | 中国 | 前锋 | 陈正行 |
| 19   | 中国 | 前鋒 | 胡子业 |
| 21   | 中国 | 前鋒 | 池吉祥 |
| 22   | 中国 | 前锋 | 陈旭   |
| 23   | 中国 | 前鋒 | 刘鹏   |
| 24   | 中国 | 后卫 | 李杨   |
| 25   | 中国 | 前鋒 | 朱伟   |